# Francis Vermaelen
Francis Vermaelen es un ex ciclista profesional belga. Nació en Lovaina el 5 de agosto de 1960. Fue profesional entre los años 1983 y 1985.
Como amateur quedó en segunda posición en el campeonato del mundo del año 1982. Como profesional cuajó una gran actuación en la Vuelta a Andalucía de 1983 donde finalizó segundo en dos etapas.

## Palmarés
1983
- 1 etapa de la Vuelta a las Tres Provincias

## Equipos
- Reynolds (1983)
- Tönissteiner-Lotto-Mavic (1984)
- TeVe Blad-Perlav (1985)